# Anevrina curvinervis
Anevrina curvinervis är en tvåvingeart som först beskrevs av Becker 1901.  Anevrina curvinervis ingår i släktet Anevrina och familjen puckelflugor. Arten är reproducerande i Sverige. Inga underarter finns listade i Catalogue of Life.